# الألعاب الأولمبية الشتوية 1924

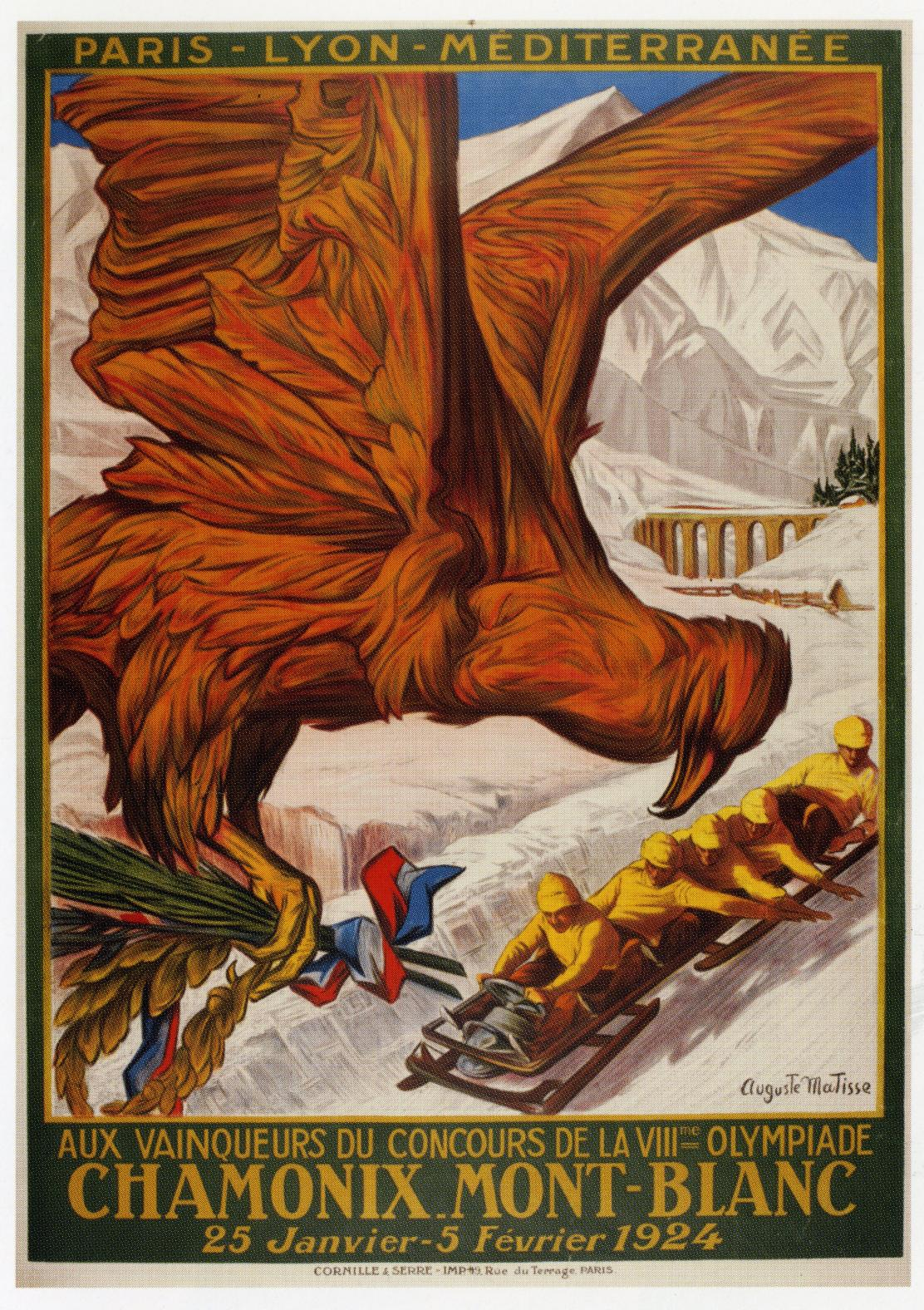
شعار ألعاب شاموني الشتوية

أقيمت الألعاب الأولمبية الشتوية لسنة 1924 في مدينة شاموني الفرنسية .
1. 1 2  "Chamonix 1924" (بالإنجليزية). International Olympic Committee. Retrieved 2019-11-20.